# デニ・ミロシェヴィッチ
デニ・ミロシェヴィッチ（ボスニア語: Deni Milošević, Дени Милошевић、ボスニア語発音: [děni milǒːʃeʋitɕ]、1995年3月9日 - ）は、ボスニア・ヘルツェゴビナとベルギーとセルビアのサッカー選手。ボスニア・ヘルツェゴビナ代表。ポジションはMF。

## クラブ歴
スタンダール・リエージュの下部組織出身。2013年12月12日に行われたUEFAヨーロッパリーグ 2013-14 グループリーグのIFエルフスボリ戦で18歳にしてトップチーム初出場およびプロ初出場を記録した。
2015年9月に1シーズンの期限付き移籍でワースラント＝ベフェレンに加入。同月20日にプロ初得点を記録した。
2016年6月9日に3年契約でコンヤスポルに完全移籍。8月20日に移籍後初出場を記録、1アシストの結果も残し、アウェーで勝ち点1を獲得した。UEFAヨーロッパリーグ 2016-17 グループリーグのSCブラガ戦で得点を決めたのだが、この得点はUEFA主催大会でクラブが初めて取った得点であった。なおリーグ戦では翌年1月に得点を記録した。2017年5月31日にはテュルキエ・クパスでクラブ史上初の優勝を決めた。2018年3月31日の試合でコンヤスポルでの出場試合数が100試合となった。2019年1月に2022年6月まで契約を延長した。

## 代表歴
当初はベルギーのアンダー代表として出場しており、UEFA U-17欧州選手権2012に参加した経歴がある。
U-21代表からボスニア・ヘルツェゴビナ代表に転向した。理由としては名前が「-ić」で終わっているのに他の国の代表としてプレーするのは厳しいと述べている。2015年8月に国際サッカー連盟に転向が認められ、U-21代表として出場した。2016年2月には、ボスニア・ヘルツェゴビナのスポーツ記者によって行われた2015年の最優秀若手スポーツ選手賞に選出された。
2017年8月には2018 FIFAワールドカップ・ヨーロッパ予選グループHのキプロス代表、ジブラルタル代表戦に臨むA代表メンバーに選出された。しかしこの両試合では出場が無く、代表初出場は2018年3月23日に行われたブルガリア代表との親善試合であった。2019年3月23日に行われたUEFA EURO 2020予選・グループJのアルメニア代表戦で代表初得点を記録した。

## 家族
父のツヴィヤン・ミロシェヴィッチも元サッカー選手。